# Diätverordnung
Die Verordnung über diätetische Lebensmittel, kurz Diätverordnung (DiätV), ist eine deutsche Rechtsvorschrift. Sie definiert diätetische Lebensmittel als  Lebensmittel, die für eine besondere Ernährung bestimmt sind, also unter anderem für Personen mit bestimmten Stoffwechselstörungen sowie für Säuglinge und Kleinkinder.
Die Verordnung enthält unter anderem Vorschriften für Zusatzstoffe.
Sie wurde ursprünglich am 20. Juni 1963 verabschiedet und 2005 neu bekanntgemacht (BGBl. I S. 1161). Mit Ablauf des 28.4.2023 wurde die DiätV durch Art. 6 Satz 2 VO v. 26.4.2023 (BGBl. 2023 I Nr. 115) aufgehoben. Ab dem 29.4.2023 gilt in diesem Bereich nur noch die europäische Verordnung über Lebensmittel für bestimmte Verbrauchergruppen (VO (EU) Nr. 609/2013). Eine Ausnahme stellen die Übergangsvorschriften des § 11 DiätV i.V.m. § 11 der LMBVV für Getreidebeikost und andere Beikost dar.

## Verbot von Diabetiker-Lebensmitteln
Am 24. September 2010 beschloss der Bundesrat auf Vorschlag des Ausschusses für Agrarpolitik und Verbraucherschutz (AV) sowie des Gesundheitsausschusses (G) und entsprechend der Empfehlungen der Fachgesellschaften (z. B. der DGE) und des BfR (Bundesinstitut für Risikobewertung), die spezifischen Anforderungen an Diabetiker-Lebensmittel [zu] streichen und die Diätverordnung den gemeinschaftsrechtlichen Vorgaben an[zu]passen. Damit musste, mit einer Übergangsfrist bis 2012, die Produktion von Lebensmitteln mit dem Hinweis 'Für Diabetiker geeignet' für den deutschen Markt eingestellt werden. Da es sich bei Diabetes mellitus nach dem derzeitigen wissenschaftlichen Erkenntnisstand nicht um eine reine „Zuckerkrankheit“ handelt, sondern auch der Eiweiß- und Fettstoffwechsel betroffen ist, kann für Zuckeraustauschstoffe kein Nutzen nachgewiesen werden. Somit gelten für Diabetes-Kranke die gleichen Ernährungsempfehlungen wie für die Allgemeinbevölkerung. Hinweise auf Diät-Lebensmitteln, dass diese für Diabetiker sorglos zu genießen wären, seien demnach irreführend.
Gleichzeitig wurde die in diesem Gesetz definierte Broteinheit abgeschafft.